# Нобл (Оклахома)
Нобл (англ. Noble) — місто (англ. city) в США, в окрузі Клівленд штату Оклахома. Населення — 6985 осіб (2020).

## Географія
Нобл розташований за координатами 35°8′18″ пн. ш. 97°22′17″ зх. д. / 35.13833° пн. ш. 97.37139° зх. д. (35.138195, -97.371525).  За даними Бюро перепису населення США в 2010 році місто мало площу 34,53 км², з яких 33,94 км² — суходіл та 0,59 км² — водойми.

## Демографія
Згідно з переписом 2010 року, у місті мешкала 6481 особа в 2429 домогосподарствах у складі 1757 родин. Густота населення становила 188 осіб/км².  Було 2602 помешкання (75/км²).
Расовий склад населення:
| - 86,2 % — білих - 6,2 % — корінних американців - 0,8 % — азіатів - 0,5 % — чорних або афроамериканців |

До двох чи більше рас належало 5,4 %. Частка іспаномовних становила 3,7 % від усіх жителів.
За віковим діапазоном населення розподілялося таким чином: 28,3 % — особи молодші 18 років, 59,0 % — особи у віці 18—64 років, 12,7 % — особи у віці 65 років та старші. Медіана віку мешканця становила 35,5 року. На 100 осіб жіночої статі у місті припадало 93,2 чоловіків;  на 100 жінок у віці від 18 років та старших — 86,1 чоловіків також старших 18 років.
Середній дохід на одне домашнє господарство  становив 60 640 доларів США (медіана — 52 022), а середній дохід на одну сім'ю — 67 010 доларів (медіана — 54 077). Медіана доходів становила 40 515 доларів для чоловіків та 31 494 долари для жінок. За межею бідності перебувало 13,1 % осіб, у тому числі 18,0 % дітей у віці до 18 років та 12,0 % осіб у віці 65 років та старших.
Цивільне працевлаштоване населення становило 2836 осіб. Основні галузі зайнятості: освіта, охорона здоров'я та соціальна допомога — 33,5 %, науковці, спеціалісти, менеджери — 10,1 %, виробництво — 8,0 %, публічна адміністрація — 7,8 %.